# Chakeipi
Chakeipi (Tch'akeípi) /= "The Place of the Beaver" ili "land of the beavers", / jerdna od bandi Atfalati Indijanaca, porodica Kalapooian, koji su početkom 19. stoljeća živjeli oko 10 milja (16 km) zapadno od Oregon Cityja u Oregonu.  Njihovo istoimeno selo nalazilo se na Beaverton i Fanno Creeku. Rani naseljenici promijenili su njegovo ime u “Beaver Dam” i nakon toga u Beaverton.